# Рисвайлер
Рисвайлер (нем. Riesweiler) — община в Германии, в земле Рейнланд-Пфальц.
Входит в состав района Рейн-Хунсрюк. Подчиняется управлению Райнбёллен. Население составляет 750 человек (на 31 декабря 2010 года). Занимает площадь 16,81 км².